# Brienne-le-Château
Pour les articles homonymes, voir Brienne.
Cet article possède un paronyme, voir Rennes-le-Château.
Brienne-le-Château [bʁijɛn lə ʃato] est une commune française située dans le département de l'Aube en région Grand Est.
Ses habitants sont appelés les Briennois.

## Géographie
| Saint-Léger-sous-Brienne | Vallentigny, Maizières-lès-Brienne | Juzanvigny     |
| Blaincourt-sur-Aube      | Brienne-le-Château                 | Crespy-le-Neuf |
| Mathaux                  | Brienne-la-Vieille                 |                |

Situé dans le Sud de la Champagne, aux confins du bassin parisien (200 km au sud-est de Paris), Brienne-le-Château se trouve au sein du parc naturel régional de la forêt d'Orient, juste au nord des lacs. L'Aube marque la limite sud-ouest de la commune. La ville est dominée par une butte sur laquelle est construit le château auquel elle a donné son nom.
Les communes limitrophes sont (dans le sens des aiguilles d'une montre à partir du sud) : Brienne-la-Vieille, Mathaux, Blaincourt-sur-Aube, Vallentigny, Saint-Léger-sous-Brienne, Maizières-lès-Brienne, Juzanvigny et Crespy-le-Neuf.

### Hydrographie
La commune est dans la région hydrographique « la Seine de sa source au confluent de l'Oise (exclu) » au sein du bassin Seine-Normandie. Elle est drainée par l'Aube, le canal, le Fossé 01 des Pâtures Communales, le Fossé 02 du Chanet, le Fossé 01 des Grands Longerons, le Fossé 01 des Haguenets, le Fossé 01 des Prés Paille, l'Aube et le ru de Bourbonne,.
L'Aube, d'une longueur de 249 km, prend sa source dans la commune d'Auberive et se jette dans la Seine à Marcilly-sur-Seine, après avoir traversé 82 communes.

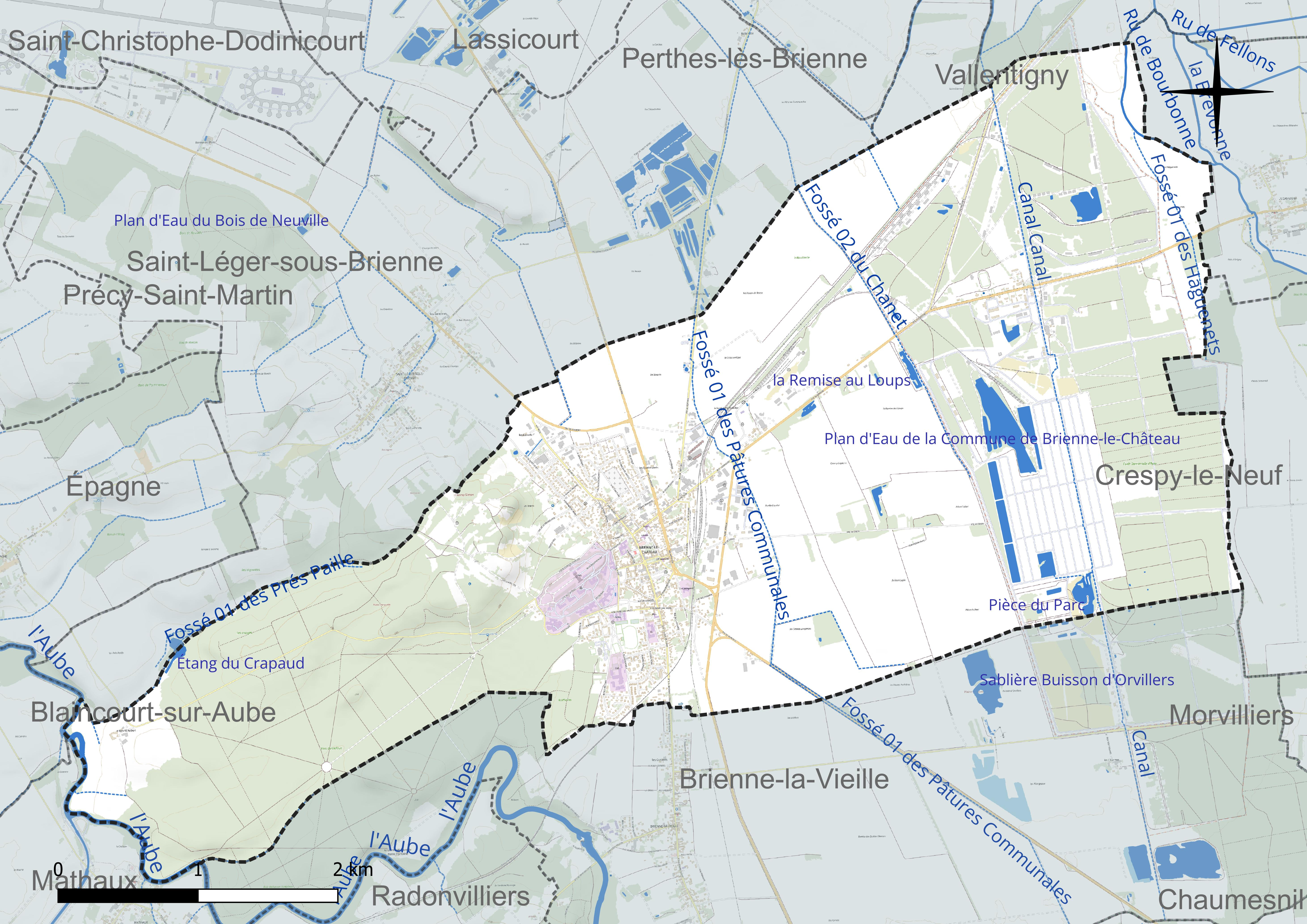
Réseau hydrographique de Brienne-le-Château.

Cinq plans d'eau complètent le réseau hydrographique : la Remise au Loups (1,1 ha), le plan d'eau de la Caserne Bonaparte (1 ha), le plan d'eau de la commune de Brienne-le-Château (10,4 ha), l'étang du Crapaud, d'une superficie totale de 1,4 ha (0,8 ha sur la commune) et Pièce du Parc (2,6 ha),.

### Climat
Pour des articles plus généraux, voir Climat du Grand Est et Climat de l'Aube.
En 2010, le climat de la commune est de type climat océanique dégradé des plaines du Centre et du Nord, selon une étude du Centre national de la recherche scientifique s'appuyant sur une série de données couvrant la période 1971-2000. En 2020, Météo-France publie une typologie des climats de la France métropolitaine dans laquelle la commune est exposée à un climat océanique altéré et est dans la région climatique Lorraine, plateau de Langres, Morvan, caractérisée par un hiver rude (1,5 °C), des vents modérés et des brouillards fréquents en automne et hiver.
Pour la période 1971-2000, la température annuelle moyenne est de 10,5 °C, avec une amplitude thermique annuelle de 16 °C. Le cumul annuel moyen de précipitations est de 769 mm, avec 11,5 jours de précipitations en janvier et 8,4 jours en juillet. Pour la période 1991-2020, la température moyenne annuelle observée sur la station météorologique de Météo-France la plus proche, « Mathaux-Étape », sur la commune de Mathaux à 4 km à vol d'oiseau, est de 11,5 °C et le cumul annuel moyen de précipitations est de 733,9 mm. 
La température maximale relevée sur cette station est de 41,5 °C, atteinte le 25 juillet 2019 ; la température minimale est de −18 °C, atteinte le 2 janvier 1997,,.
| Mois                                  | jan.            | fév.             | mars           | avril         | mai             | juin           | jui.          | août           | sep.          | oct.          | nov.           | déc.           | année     |
| ------------------------------------- | --------------- | ---------------- | -------------- | ------------- | --------------- | -------------- | ------------- | -------------- | ------------- | ------------- | -------------- | -------------- | --------- |
| Température minimale moyenne (°C)     | 1,2             | 1,2              | 3,2            | 5,2           | 9               | 12,1           | 14,1          | 14             | 10,7          | 8,1           | 4,4            | 2              | 7,1       |
| Température moyenne (°C)              | 3,8             | 4,5              | 7,6            | 10,5          | 14,3            | 17,7           | 20,1          | 19,9           | 16            | 12,2          | 7,4            | 4,5            | 11,5      |
| Température maximale moyenne (°C)     | 6,4             | 7,8              | 12             | 15,8          | 19,6            | 23,3           | 26,1          | 25,8           | 21,4          | 16,3          | 10,3           | 7              | 16        |
| Record de froid (°C) date du record   | −18 02.01.1997  | −13,8 07.02.1991 | −13,2 01.03.05 | −4,7 08.04.03 | 0 01.05.1989    | 1,7 05.06.1991 | 4,9 03.07.11  | 4,4 29.08.1993 | 1,2 25.09.02  | −4 29.10.1997 | −11 24.11.1998 | −15,9 20.12.09 | −18 1997  |
| Record de chaleur (°C) date du record | 18,7 09.01.1991 | 20,8 27.02.19    | 25,5 31.03.21  | 28,6 25.04.07 | 32,9 13.05.1998 | 38,4 28.06.11  | 41,5 25.07.19 | 40,3 19.08.12  | 35,4 14.09.20 | 29,6 02.10.23 | 23,6 07.11.15  | 19 16.12.1989  | 41,5 2019 |
| Ensoleillement (h)                    | 687             | 965              | 1 566          | 2 071         | 2 229           | 2 482          | 2 519         | 2 231          | 1 894         | 1 273         | 738            | 642            | 19 296    |
| Précipitations (mm)                   | 58              | 52,4             | 53,2           | 53,5          | 69,9            | 57,4           | 60,8          | 60,6           | 58,3          | 72,4          | 65,4           | 72             | 733,9     |

| Diagramme climatique                                  |            |           |             |           |              |              |            |              |             |             |      |
| J                                                     | F          | M         | A           | M         | J            | J            | A          | S            | O           | N           | D    |
| 6,41,258                                              | 7,81,252,4 | 123,253,2 | 15,85,253,5 | 19,6969,9 | 23,312,157,4 | 26,114,160,8 | 25,81460,6 | 21,410,758,3 | 16,38,172,4 | 10,34,465,4 | 7272 |
| Moyennes : • Temp. maxi et mini °C • Précipitation mm |            |           |             |           |              |              |            |              |             |             |      |

Les paramètres climatiques de la commune ont été estimés pour le milieu du siècle (2041-2070) selon différents scénarios d'émission de gaz à effet de serre à partir des nouvelles projections climatiques de référence DRIAS-2020. Ils sont consultables sur un site dédié publié par Météo-France en novembre 2022.

## Urbanisme

### Typologie
Au 1er janvier 2024, Brienne-le-Château est catégorisée bourg rural, selon la nouvelle grille communale de densité à 7 niveaux définie par l'Insee en 2022.
Elle appartient à l'unité urbaine de Brienne-le-Château, une agglomération intra-départementale dont elle est ville-centre,. Par ailleurs la commune fait partie de l'aire d'attraction de Brienne-le-Château, dont elle est la commune-centre,. Cette aire, qui regroupe 30 communes, est catégorisée dans les aires de moins de 50 000 habitants,.

### Occupation des sols
L'occupation des sols de la commune, telle qu'elle ressort de la base de données européenne d’occupation biophysique des sols Corine Land Cover (CLC), est marquée par l'importance des territoires agricoles (42,5 % en 2018), en diminution par rapport à 1990 (46,7 %). La répartition détaillée en 2018 est la suivante : forêts (36,9 %), terres arables (34,7 %), zones industrielles ou commerciales et réseaux de communication (12,3 %), zones urbanisées (8,2 %), zones agricoles hétérogènes (5,8 %), prairies (2 %). L'évolution de l’occupation des sols de la commune et de ses infrastructures peut être observée sur les différentes représentations cartographiques du territoire : la carte de Cassini (XVIIIe siècle), la carte d'état-major (1820-1866) et les cartes ou photos aériennes de l'IGN pour la période actuelle (1950 à aujourd'hui).

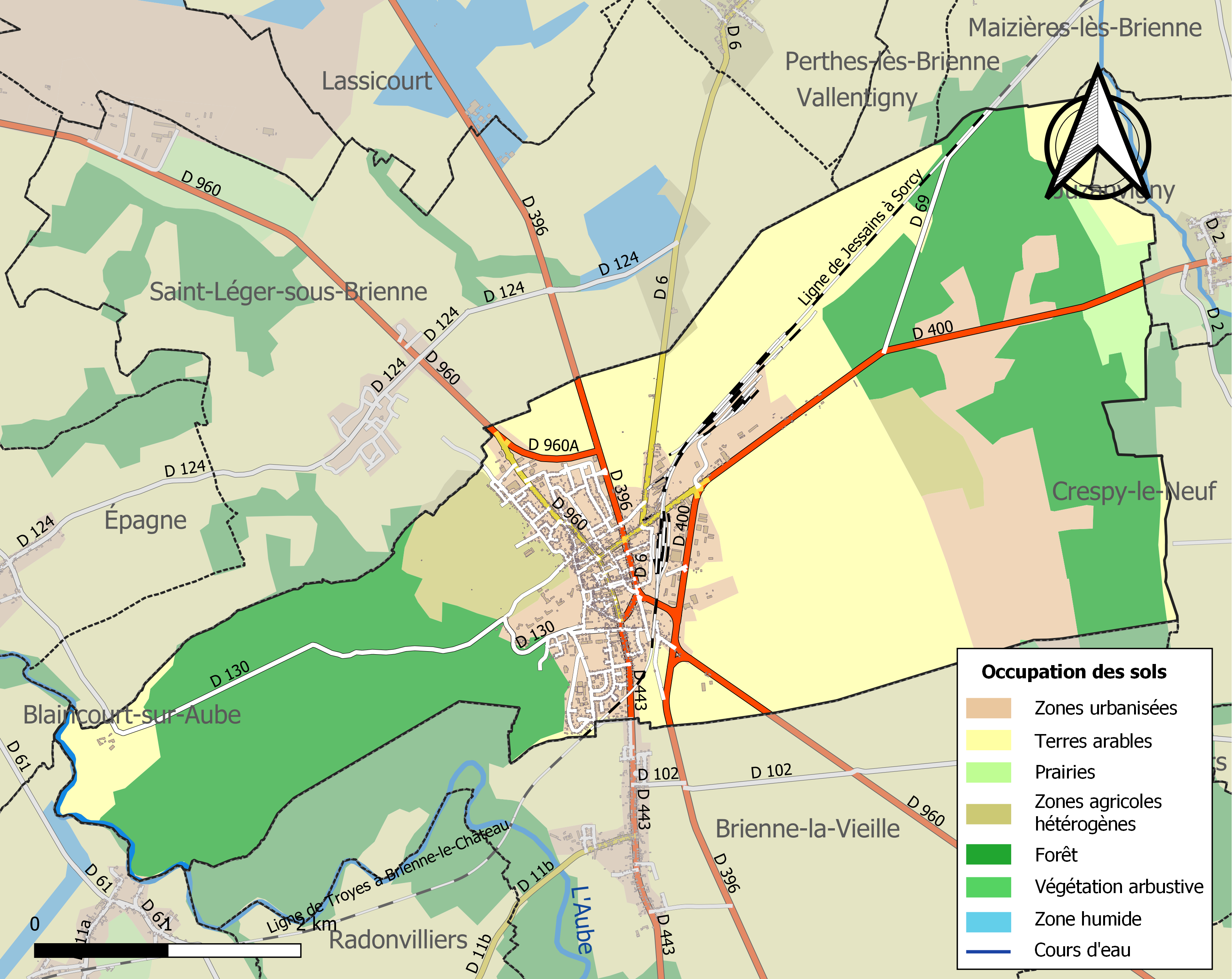
Carte des infrastructures et de l'occupation des sols de la commune en 2018 (CLC).

## Histoire
Le site est probablement déjà occupé par les Gaulois et son nom semble être dérivé du celtique briavenna qui désigne un ensemble de pontons en rapport avec l'ancienneté de l'activité portuaire de Brienne-la-Vieille.
Son château fort est édifié par les frères Engelbert et Gobert de Brienne, qualifiés de barons brigands par les chroniqueurs : assiégé et détruit par le roi Louis IV d'Outremer en 951, il est rebâti peu après.
Brienne forme dès le Xe siècle un comté, qui donne son nom à l'illustre maison de Brienne. Cinq familles possèdent successivement le comté : la famille de Brienne puis celles d'Enghien, de Luxembourg, de Loménie et de Bauffremont. La famille de Loménie développe la ville entre le XVIe et le XVIIIe siècle.
Au cours de la Révolution française, la commune porta provisoirement le nom de Brienne-le-Bourg.
Après être redevenue Brienne-le-Château, elle prit en 1849 le nom de Brienne-Napoléon puis, en 1880, son nom actuel.
De 1779 à 1790, elle abrite une école militaire où Napoléon Bonaparte est élève pendant cinq ans (mai 1779 – octobre 1784), tenant ainsi une place importante dans l'histoire de la ville et même de la France. En 1784, le futur Napoléon Ier quitte Brienne-le-Château pour terminer ses études à l'École militaire de Paris.
Napoléon dort au château de Brienne le 3 avril 1805 pendant le voyage qu'il fait en Italie pour recevoir la couronne du roi des Lombards.
Brienne-le-Château est également le lieu d'une victoire de Napoléon Ier sur les Alliés le 29 janvier 1814, pendant laquelle la ville fut prise et reprise, et détruite par le feu.
Le 15 juin 1940, pendant la bataille de France, un incendie ravage la ville et la détruit en grande partie. Il semblerait que ce soit l'armée française qui ait incendié la ville avec des grenades incendiaires, sur ordre mal compris.

## Politique et administration

### Liste des maires
| Période                                  | Période         | Identité                          | Étiquette       | Qualité |
| ---------------------------------------- | --------------- | --------------------------------- | --------------- | --- |
| 12 février 1790                          | 10 mai 1794     | Louis Marie-Athanase de Loménie   |                 | |
| 1794                                     | 1795            | Charles Toussaint                 |                 | |
| 27 février 1795                          | 19 juin 1800    | Charles Angenoust                 |                 | |
| 19 juin 1800                             | 5 octobre 1803  | Vadet                             |                 | |
| 12 octobre 1803                          | 12 juillet 1810 | Jacques Tabutaut                  |                 | |
| 1810                                     | 1814            | Jean Nicolas Pierret              |                 | |
| 1814                                     | 1818            | Auguste de Montbreton             |                 | |
| 1818                                     | 1821            | Jean Nicolas Pierret              |                 | |
| 1821                                     | 1830            | Alexandre Louis Henry Mailly      |                 | |
| 1830                                     | 1840            | Louis Brice Chavance              |                 | |
| 1840                                     | 1847            | Nicolas Cortier                   |                 | |
| 1847                                     | 1848            | Basile Protat                     |                 | |
| 1848                                     | 1865            | Louis Brice Chavance              |                 | |
| 1865                                     | 1878            | Gontrand de Bauffremont-Courtenay |                 | |
| 1878                                     | 1882            | Louis Félix Allart                |                 | |
| 1882                                     | 1897            | Gontrand, Prince de Bauffremont   |                 | |
| 29 août 1897                             | 15 janvier 1904 | Ernest Régnier                    |                 | |
| 1904                                     | 1905            | René Alcide Huyard                |                 | |
| 1905                                     | 1908            | Jules Eléonore Vaudey             |                 | |
| 17 mai 1908                              | 19 mai 1912     | Ernest Régnier                    |                 | |
| 1912                                     | 1920            | Gabriel Bonvalot                  |                 | |
| 1920                                     | 1929            | Pierre Rémy Charles Vagbeaux      |                 | |
| 1929                                     | 1930            | Louis Justin Victor Poinsot       |                 | |
| 1930                                     | 1957            | Julien Régnier                    |                 | |
| 1957                                     | 1965            | Robert Signol                     |                 | |
| 1967                                     | 1977            | Joseph Wagner                     |                 | Conseiller général du canton canton de Brienne-le-Château (1967-1979)                                                                     |
| mars 1977                                | mars 1983       | Yves Martin                       | Rad.-MRG        | Médecin généraliste |
| mars 1983                                | juin 1995       | Pierre Rahon                      | PCF             | Conseiller général du canton de Brienne-le-Château (1979-1992) et (1998-2004)                                                             |
| juin 1995                                | octobre 1997    | Olivier Tourdot                   |                 | Décédé en cours de mandat |
| 1997                                     | mars 2001       | Henri Piat                        |                 | |
| mars 2001                                | mai 2020        | Nicolas Dhuicq                    | UMP-LR puis DLF | Médecin Suppléant du député Pierre Micaux (2002-2007) Député (2007-2017) - conseiller général du canton de Brienne-le-Château (2004-2011) |
| mai 2020                                 | En cours        | Laurent Sibois                    |                 | Chef d’entreprise |
| Les données manquantes sont à compléter. |                 |                                   |                 | |

## Jumelages
- Riedstadt (Allemagne) depuis 1979.
- Sortino (Italie) depuis 2024.
- Tauragė (Lituanie) depuis 2024.

## Démographie

### Évolution démographique
L'évolution du nombre d'habitants est connue à travers les recensements de la population effectués dans la commune depuis 1793. Pour les communes de moins de 10 000 habitants, une enquête de recensement portant sur toute la population est réalisée tous les cinq ans, les populations de référence des années intermédiaires étant quant à elles estimées par interpolation ou extrapolation. Pour la commune, le premier recensement exhaustif entrant dans le cadre du nouveau dispositif a été réalisé en 2008.

En 2022, la commune comptait 2 703 habitants, en évolution de −5,75 % par rapport à 2016 (Aube : +0,7 %, France hors Mayotte : +2,11 %).
| 1793  | 1800  | 1806  | 1821  | 1831  | 1836  | 1841  | 1846  | 1851  |
| ----- | ----- | ----- | ----- | ----- | ----- | ----- | ----- | ----- |
| 1 968 | 1 967 | 1 859 | 1 747 | 1 920 | 2 002 | 1 830 | 1 886 | 1 880 |

| 1856  | 1861  | 1866  | 1872  | 1876  | 1881  | 1886  | 1891  | 1896  |
| ----- | ----- | ----- | ----- | ----- | ----- | ----- | ----- | ----- |
| 2 013 | 2 057 | 2 078 | 1 886 | 1 889 | 1 918 | 1 872 | 1 732 | 1 701 |

| 1901  | 1906  | 1911  | 1921  | 1926  | 1931  | 1936  | 1946  | 1954  |
| ----- | ----- | ----- | ----- | ----- | ----- | ----- | ----- | ----- |
| 1 753 | 1 872 | 1 815 | 1 708 | 1 932 | 2 218 | 2 232 | 1 972 | 2 177 |

| 1962  | 1968  | 1975  | 1982  | 1990  | 1999  | 2006  | 2008  | 2013  |
| ----- | ----- | ----- | ----- | ----- | ----- | ----- | ----- | ----- |
| 3 534 | 3 939 | 4 033 | 4 060 | 3 752 | 3 336 | 3 208 | 3 142 | 2 950 |

| 2018  | 2022  | - | - | - | - | - | - | - |
| ----- | ----- | - | - | - | - | - | - | - |
| 2 784 | 2 703 | - | - | - | - | - | - | - |

### Pyramide des âges
En 2021, le taux de personnes d'un âge inférieur à 30 ans s'élève à 27,3 %, soit en dessous de la moyenne départementale (35,0 %). À l'inverse, le taux de personnes d'âge supérieur à 60 ans est de 35,7 % la même année, alors qu'il est de 28,2 % au niveau départemental.
En 2021, la commune comptait 1 335 hommes pour 1 403 femmes, soit un taux de 51,24 % de femmes, légèrement inférieur au taux départemental (51,30 %).
Les pyramides des âges de la commune et du département s'établissent comme suit :
| Hommes | Classe d’âge | Femmes |
| ------ | ------------ | ------ |
| 1,4    | 90 ou +      | 4,1    |
| 9,4    | 75-89 ans    | 15,7   |
| 19,1   | 60-74 ans    | 21,4   |
| 23,5   | 45-59 ans    | 21,0   |
| 16,7   | 30-44 ans    | 12,9   |
| 17,6   | 15-29 ans    | 12,6   |
| 12,4   | 0-14 ans     | 12,2   |

| Hommes | Classe d’âge | Femmes |
| ------ | ------------ | ------ |
| 0,8    | 90 ou +      | 2,1    |
| 7,4    | 75-89 ans    | 10,2   |
| 17,4   | 60-74 ans    | 18,4   |
| 19,4   | 45-59 ans    | 19     |
| 17,8   | 30-44 ans    | 17,3   |
| 18,3   | 15-29 ans    | 15,9   |
| 19     | 0-14 ans     | 17,1   |

## Tourisme

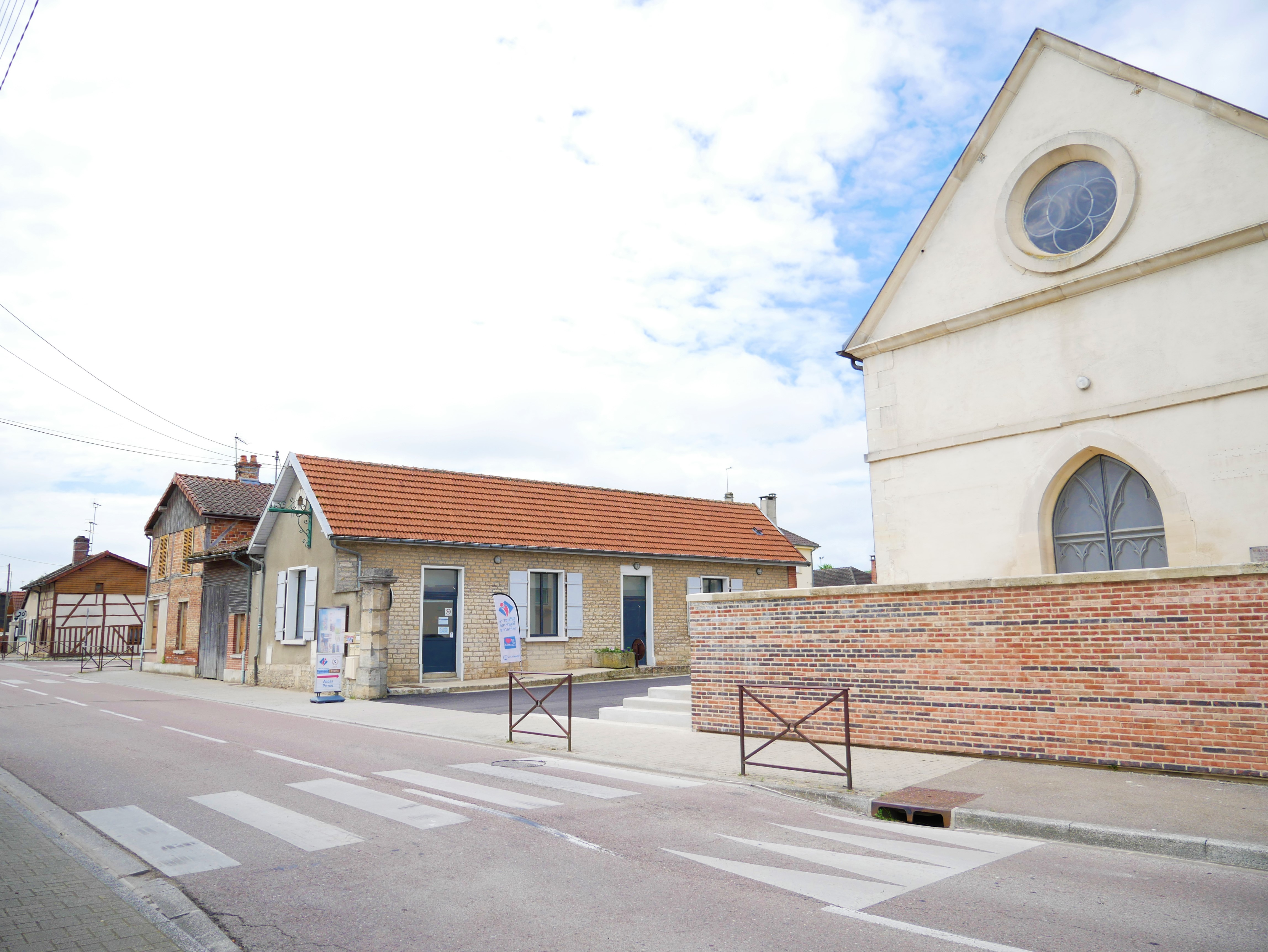
Office de tourisme des Grands Lacs de Champagne, BIT de Brienne-le-Château.

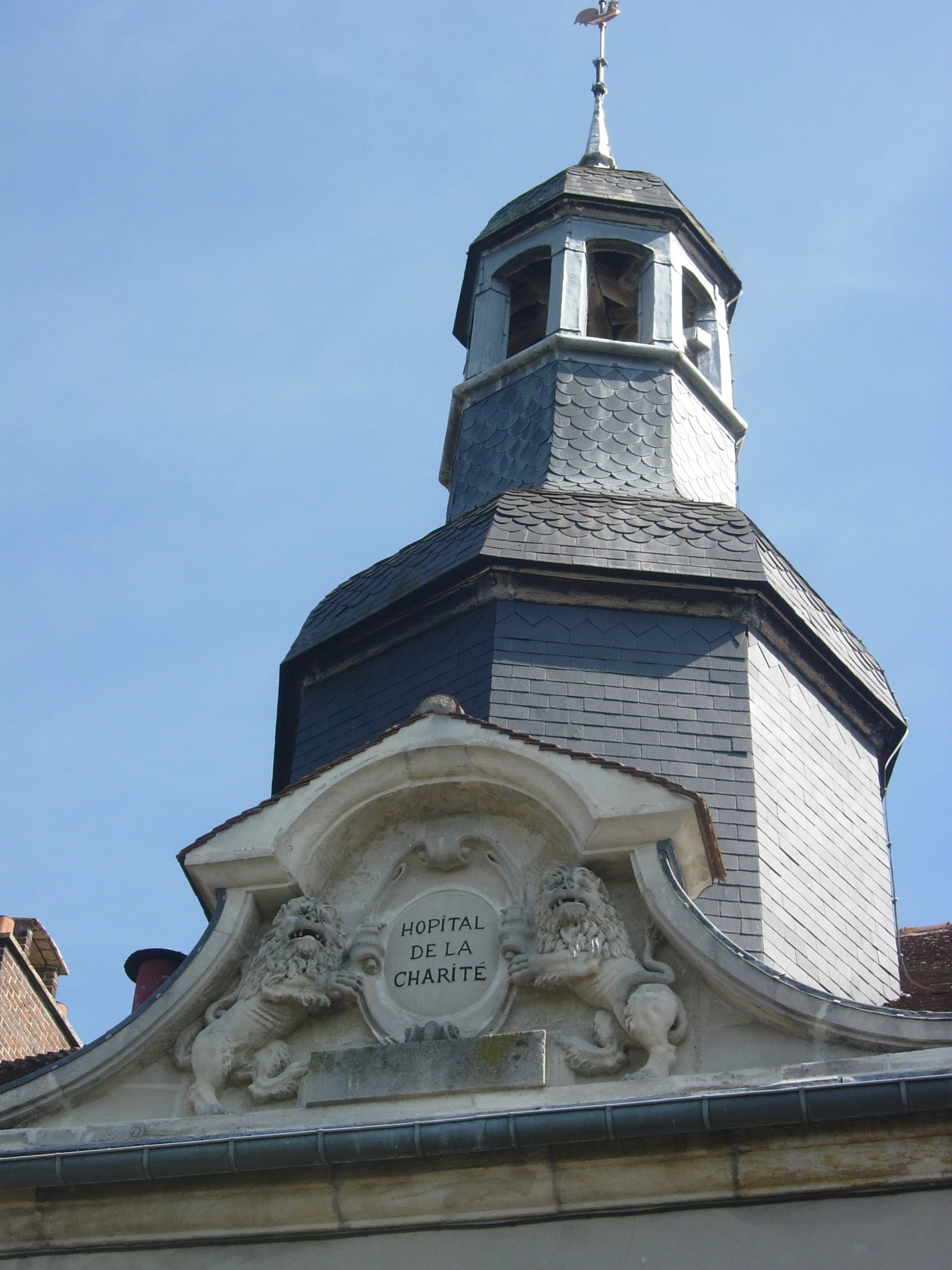
Détail de l'ancien hôpital.

### Lieux et monuments

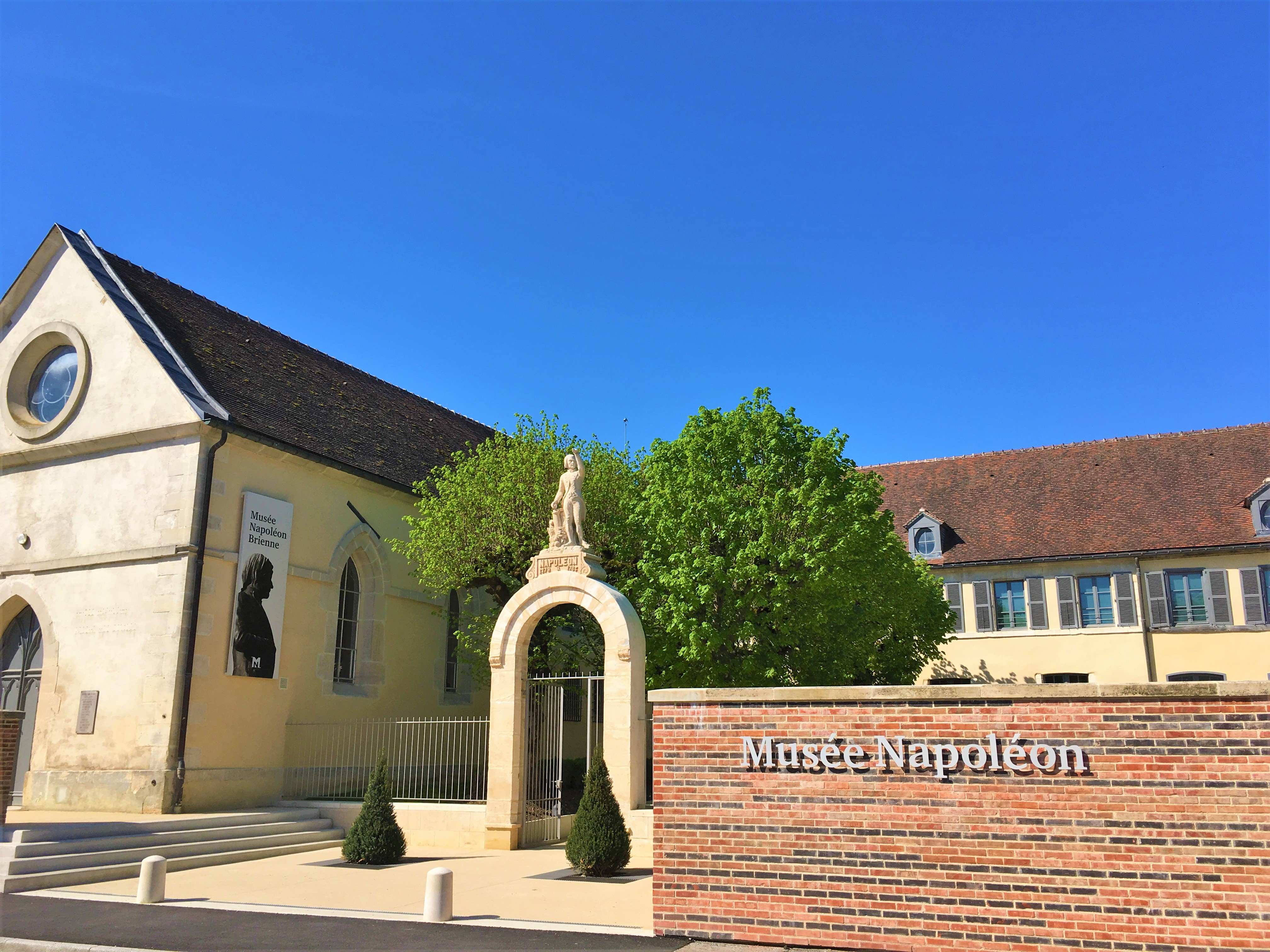
L'ancienne école militaire reconvertie en musée.

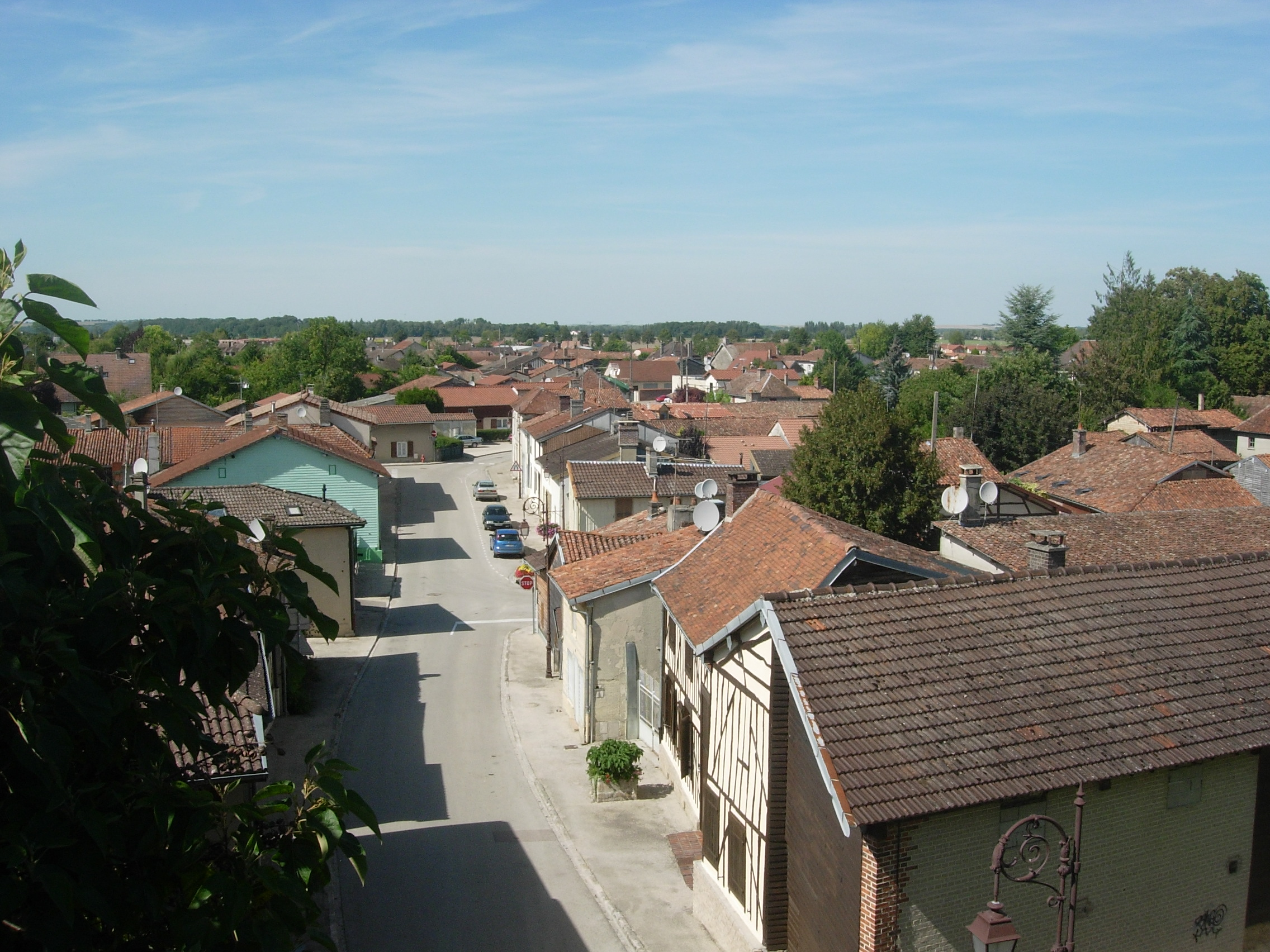
Vue sur la ville.

- Le château de Brienne-le-Château du XVIIIe siècle domine la ville.
- Les halles de Brienne-le-Château en bois datant du XVIe siècle.
- L'aérodrome de Brienne-le-Château est le principal lieu de tournage de l’émission Top Gear France.
- Le musée Napoléon est situé dans l'ancienne école militaire de Brienne. Napoléon a commencé sa formation dans ces lieux.
- Napoléon Bonaparte, élève de Brienne, 1855, statue en bronze de Louis Rochet[23].
- L'ancien hôpital.
- L'église Saint-Pierre-et-Saint-Paul relevait autrefois de l'abbaye de Montier-en-Der.
- La croix de mission de Brienne-le-Château.
- Chapelle des Carmélites de Brienne-le-Château.

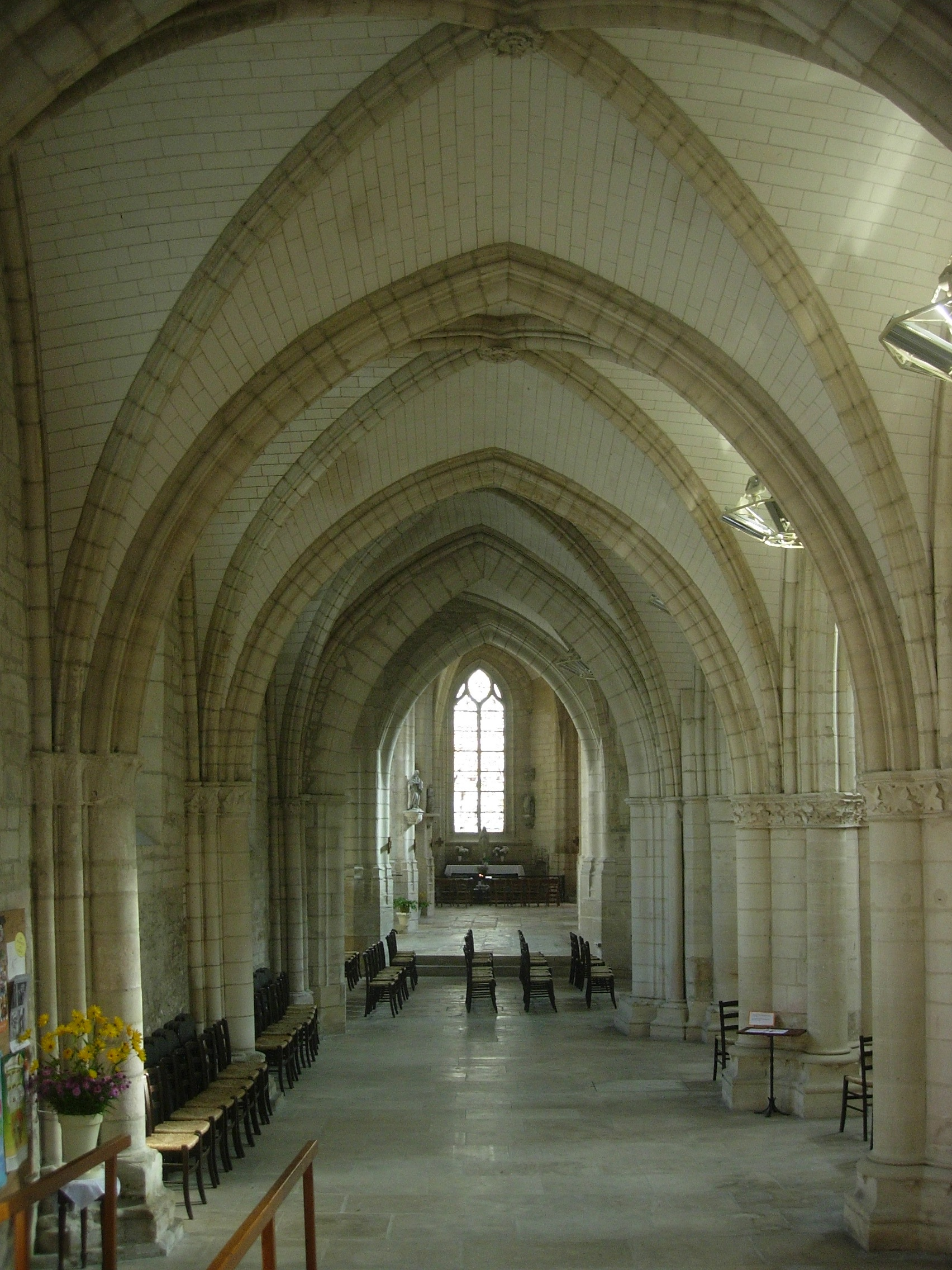
Intérieur de l'église : un bas-côté.
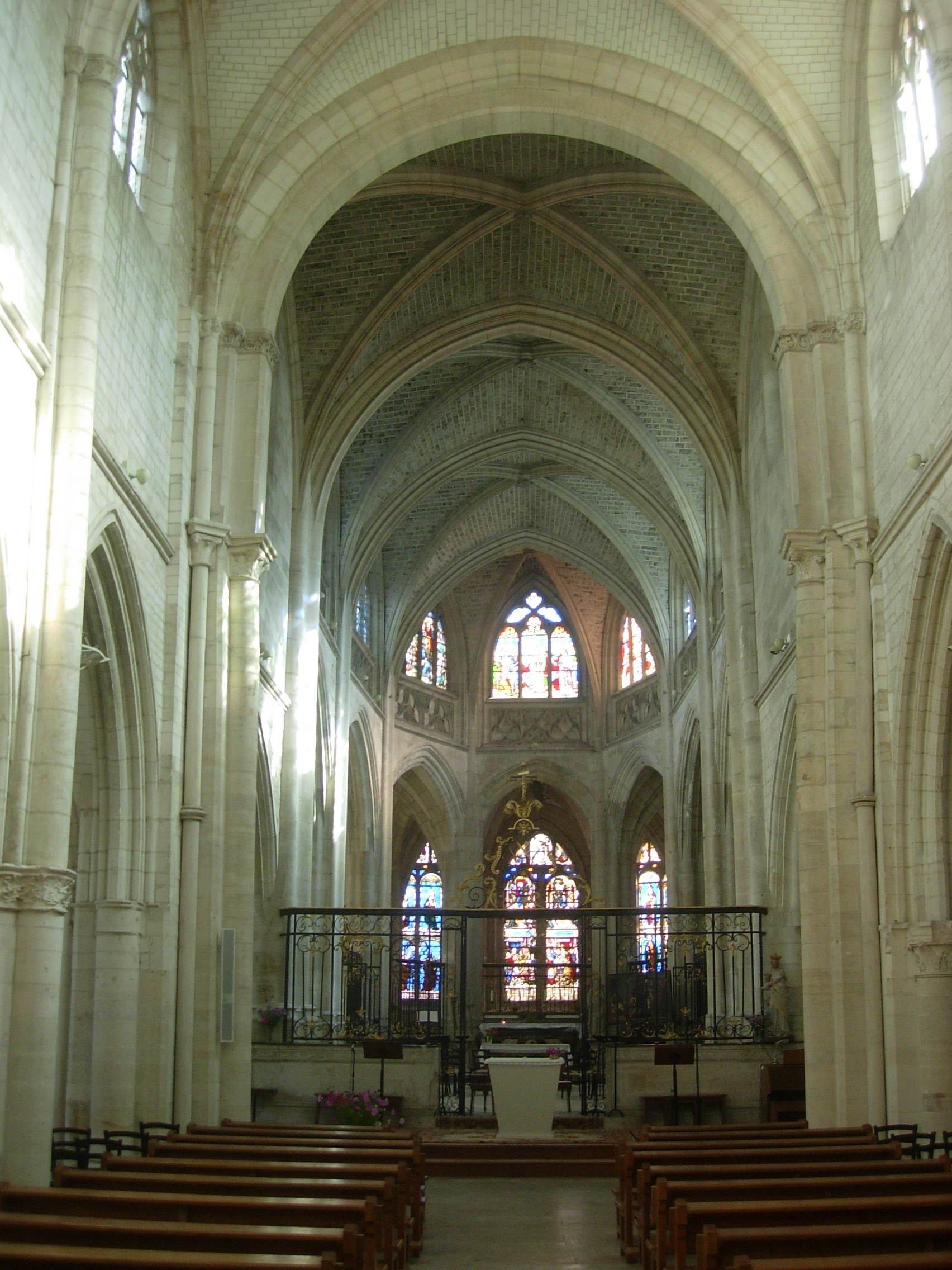
Intérieur de l'église : la nef.
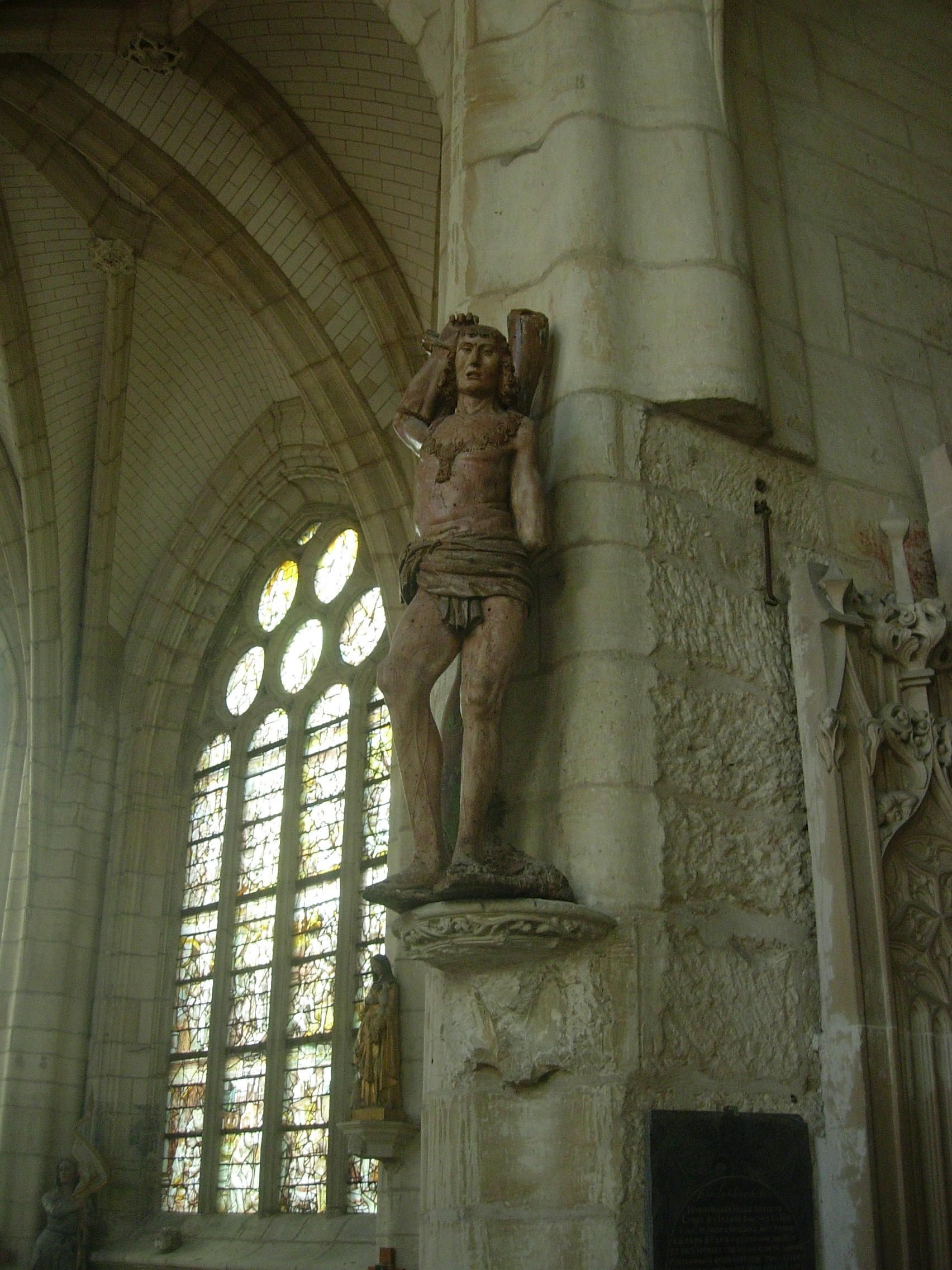
Saint Sébastien.
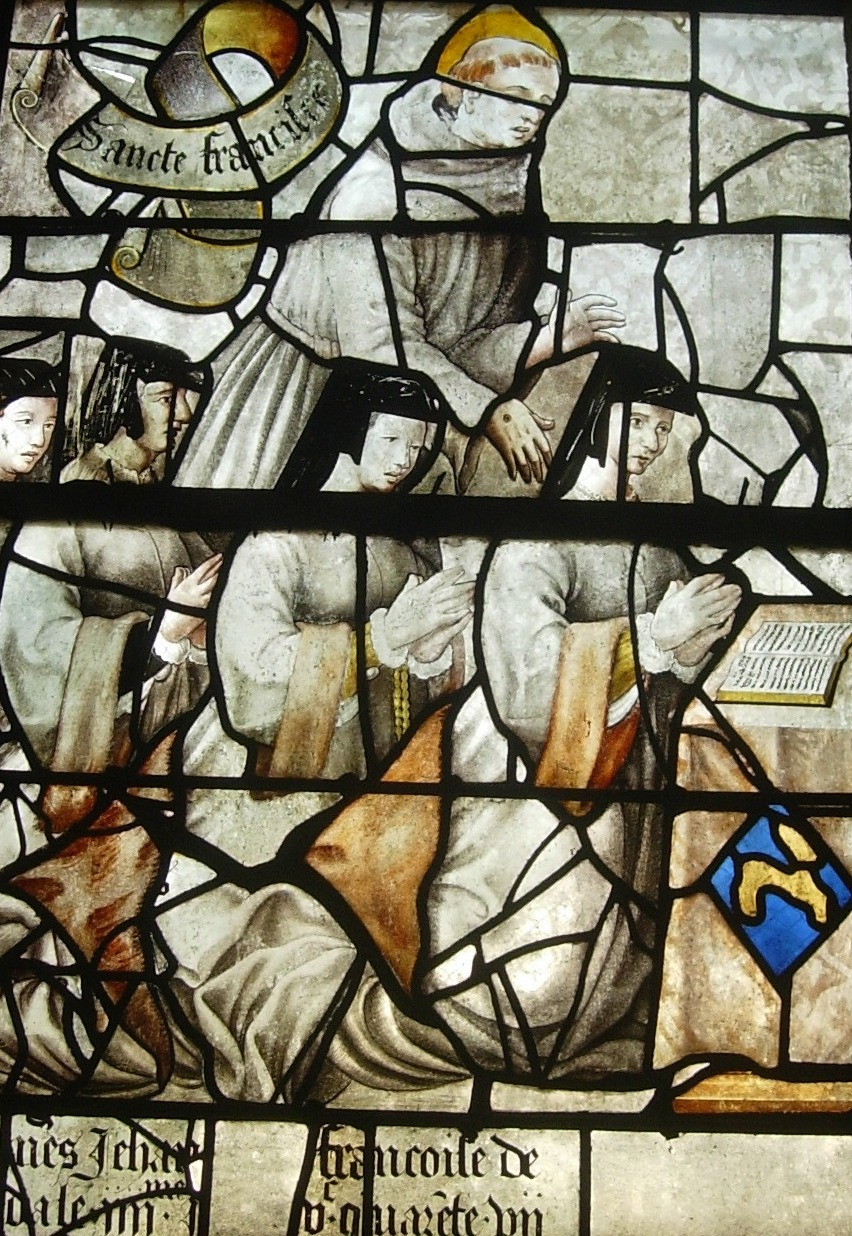
Grisaille de l'église (détail).
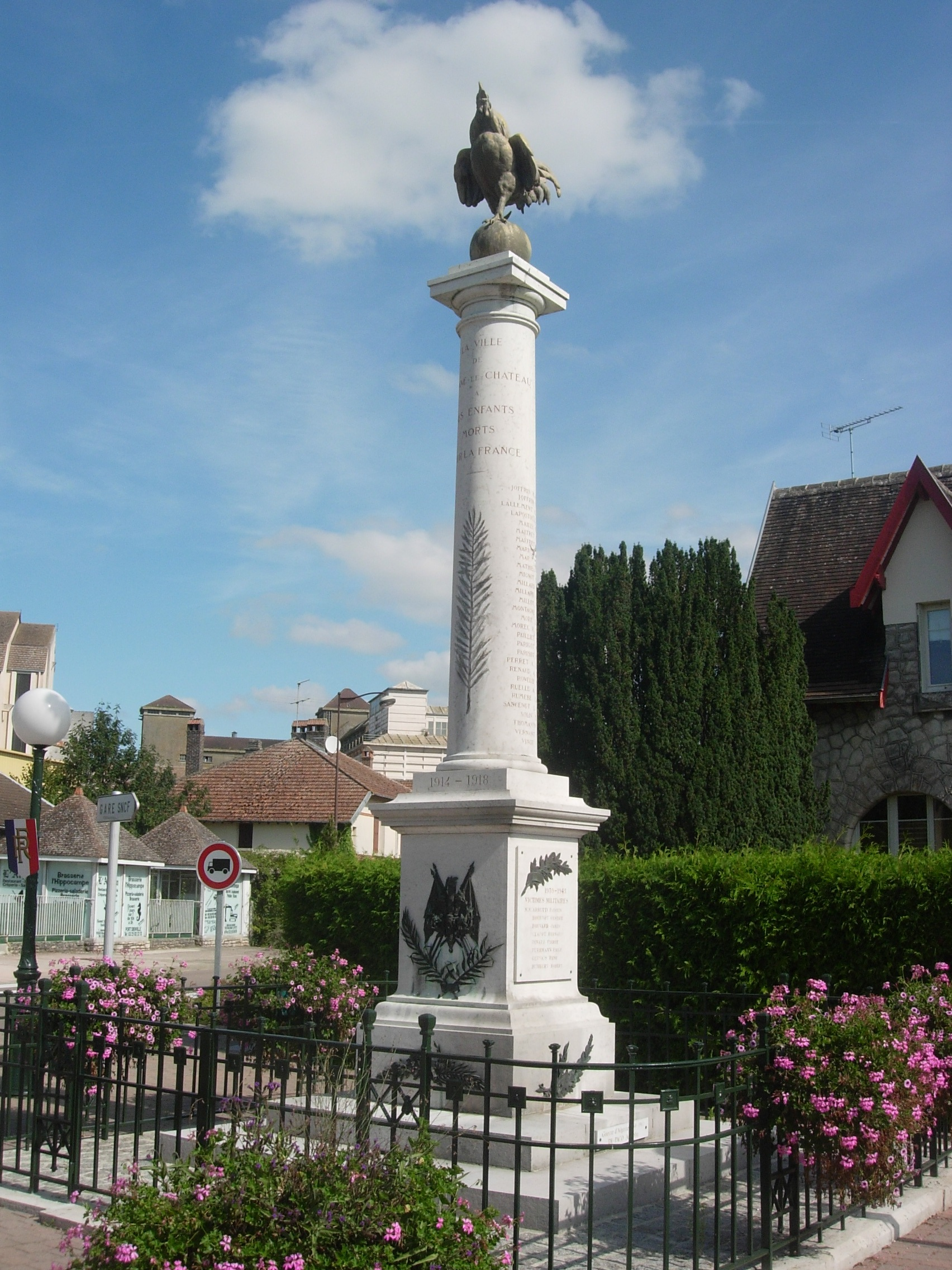
Monument aux morts surmonté d'un coq.

## Économie
L'Aube, avec 20 % de la production nationale, est le deuxième département producteur de chou à choucroute, derrière le Bas-Rhin. Une fête de la choucroute a lieu tous les ans à Brienne-le-Château depuis 1959, accueillant une fête foraine, des stands d'exposants, de la restauration, des brocantes, des spectacles de rue, une exposition de véhicules et un concours de bovins place de la Foire aux Bêtes,,.
L'Établissement principal des munitions « Champagne-Lorraine » du Service interarmées des munitions comprend, en mai 2011, 170 militaires et 134 employés civils,.

## Équipements
- La bibliothèque :

La bibliothèque est ouverte du lundi au samedi. Elle propose des collections de livres, des revues mais aussi des disques et des DVD. Informatisée avec le logiciel Absysnet, elle est en réseau avec la Bibliothèque départementale de prêt de l'Aube. Grâce aux services de la navette de cette dernière, il est aussi possible de lire un livre même si celui-ci ne se trouvait pas, au départ, à Brienne-le-Château.
- L'aérodrome de Brienne-le-Château, ancienne base OTAN maintenant civile, abrite l'aviation récréative.

## Personnalités liées à la commune
- La Maison de Brienne est une noble famille qui a donné naissance à plusieurs personnages illustres.
- Louis-Marie-Athanase de Loménie, a reconstruit l'actuel château de Brienne. Mort guillotiné en 1794 ; frère du ministre.
- Étienne-Charles de Loménie de Brienne, ministre de Louis XVI, mort en 1794. Frère du précédent.
- Noël-Claude Janny, homme politique né le 25 décembre 1733 à Brienne-le-Château (Aube) et décédé le 19 mai 1807 au même lieu.
- Pierre Baste (1768-1814), général des armées de la République et de l'Empire, né à Bordeaux, mort au combat lors de la bataille de Brienne.
- Napoléon Bonaparte (1769-1821), qui a étudié à Brienne-le-Château de l'âge de dix à quinze ans.
- Jacques Émile-Zola, médecin, fils de l'auteur des Rougon-Macquart, y avait sa maison.
- Gratien Le Père (1769-1826), ingénieur français, condisciple de Napoléon Bonaparte à Brienne-le-Château.
- Sylvain Charles Valée (1773-1837), né à Brienne-le-Château, général sous Napoléon Ier, maréchal de France sous Louis-Philippe (1837).
- Alexandre Maitret (1809-1878), homme politique né à Brienne-le-Château, maire de Chaumont, député de la Haute-Marne de 1876 à 1878.
- Charles Monginot (1825-1900), peintre né à Brienne-le-Château.
- Charles Nizet (1841-1925), architecte né à Brienne-le-Château.
- Jules-Charles Aviat (1844-1931), peintre né à Brienne-le-Château, mort à Périgueux
- Gabriel Bonvalot (1853-1933), explorateur français de l'Asie centrale. Né dans le village proche d'Épagne, il est maire de Brienne de 1912 à 1920.
- Albert Delatour (1858-1938), économiste français né à Brienne-le-Château.
- Louis Astier de Villatte (1897-1936), aviateur français mort à Brienne-le-Château.
- Jacqueline Laurent (1918-2009), actrice, née à Brienne-le-Château.
- Marinette Pichon (1975-), footballeuse française qui a joué pour le FCF Juvisy et en équipe de France.
- Gaëtane Thiney (1985-), footballeuse française qui joue actuellement au Paris FC et en équipe de France.
- Brianne de Chateau est un personnage de fiction apparu dans le manga DragonBall Super[31]. Son nom est une référence à la commune Française.

## Héraldique
| Armes de Brienne-le-Château | Les armes de Brienne-le-Château se blasonnent ainsi : D’azur semé de billettes d’or, au lion du même brochant sur le tout. |